# فورد 1937
فورد 1937 (بالإنجليزية: 1937 Ford)‏ هي سيارة من صناعة شركة فورد أنتجت في 1937.